# Eudarcia haliplancta
Eudarcia haliplancta är en fjärilsart som beskrevs av Edward Meyrick 1927. Eudarcia haliplancta ingår i släktet Eudarcia och familjen äkta malar.
Artens utbredningsområde är Bermuda. Inga underarter finns listade i Catalogue of Life.